# Philippe Tailliez
Philippe Tailliez, né le 15 juin 1905 à Malo-les-Bains (Nord) et mort le 25 septembre 2002 à Toulon (Var), est un officier de marine, plongeur sous-marin et écrivain français. Il est surtout connu pour avoir été, avec Frédéric Dumas et Jacques-Yves Cousteau, l'un des pionniers de la plongée sous-marine en scaphandre autonome.

## Jeunesse
Fils d'un officier de marine, Philippe Tailliez passe sa jeunesse à Dunkerque et en Bretagne. Marin de carrière, son père Félix Tailliez alors en poste à Tahiti, raconte dans ses lettres les histoires de plongeurs-nus, qui fascineront son plus jeune fils Philippe (qui avait un frère ainé, Jean, qui deviendra aussi officier de marine, et deux sœurs, Monique et Françoise). Philippe Tailliez, entre à l'École navale en 1924 et est affecté à sa sortie à Toulon.
Il se passionne pour l'apnée, la chasse et les images sous-marines, et devient le champion de natation de la Marine. Auprès du suisse Jacques Grob, un amoureux de la nature rencontré à Carqueiranne à côté de Toulon, où il vivait de jardinage et de pêche sous-marine, il prend déjà conscience de la fragilité de la mer : la bande côtière fertile, riche en couleurs et en poissons, n'est pas plus large qu'un fleuve.

## Carrière
Officier torpilleur sur le Condorcet, Philippe Tailliez fait la connaissance d'un jeune enseigne de vaisseau à qui il fera découvrir la plongée et la nature : le canonnier Jacques-Yves Cousteau.
Passionné de cinéma, possesseur d'une caméra, ce dernier songe aussitôt à des films sous-marins, mais ce rêve mettra plusieurs années à se réaliser, et c'est donc à l'autrichien Hans Hass que revient le mérite du premier tournage d'un film sous-marin, en 1939 aux Antilles.
En 1938, Philippe Tailliez rencontre aux îles des Embiez dans le Var un chasseur sous-marin déjà réputé : Frédéric Dumas.
Le trio Tailliez-Cousteau-Dumas (que Tailliez surnommera en 1975 « les Mousquemers ») marquera l'histoire de la plongée.
Mais la Deuxième Guerre mondiale va temporairement séparer leur équipe et Philippe Tailliez va notamment participer à la campagne de Syrie, un combat naval qui opposera la marine de Vichy à la marine britannique.
En congé d'armistice après le sabordage de la flotte française à Toulon, le trio Tailliez-Cousteau-Dumas, aidé de l'officier-mécanicien Léon Vêche, tourne en 1942 (en apnée) l'un des tout premiers films sous-marins français : Par dix-huit mètres de fond, puis en 1943 (avec le scaphandre autonome « Cousteau-Gagnan » inventé peu avant) le film Épaves, avec le financement de l'entreprise de renflouage marseillaise Marcellin.
En 1945, l'amiral Lemonnier, ayant visionné ce film, confie à Philippe Tailliez la direction du G.R.S. (Groupe de Recherches Sous-Marines).
Celui-ci y fait affecter Cousteau et Dumas, et allouer un navire, l'aviso Elie Monnier, avec lequel le trio remplira d'innombrables missions de déminage, d'exploration sous-marine, de tests physiologiques (découvrant le principe des tables de plongée), d'archéologie sous-marine (épave de Mahdia en Tunisie, épave du Titan sur les côtes de Provence, etc.) et de soutien des premiers bathyscaphes du professeur Jacques Piccard, dont le FNRS II en 1948 à Dakar.
Ces aventures sont racontées par Philippe Tailliez dans son ouvrage Plongées sans câble.
En 1950, Philippe Tailliez quitte le commandement du groupe, (devenu G.E.R.S. soit Groupe d'études et de recherches sous-marines), pour prendre celui du tender d'aviation Marcel Le Bihan qu'il conduit à Dakar, puis à Saïgon pour participer aux opérations militaires en Indochine.
Le 20 janvier 1955 il est nommé au commandement de la Flottille Rhin Nord (bâtiment-base Les Vosges) à Coblence-Bingen en Allemagne de l'Ouest au sein des Forces maritimes du Rhin, où il sera bientôt rejoint par le quartier-maître de manœuvre Éliès, qui avait été, en Extrême-Orient, l’un des plus solides moniteurs de sa section d’intervention sous-marine, et qui formera, puis dirigera le groupe d’intervention subaquatique de la flottille du Rhin. Le 22 avril 1956, le binôme Tailliez-Éliès réalisera la première plongée dans le gouffre du Binger Loch, l'endroit le plus profond du fleuve. Tailliez raconte cette « Plongée dans la Lorelei » dans un article de la Revue Maritime, numéro spécial 172 de Noël 1960.
La tentative du président Nasser de nationalisation du canal de Suez en 1956, qui entraîne la réaction franco-anglaise de novembre 1956, marqua profondément le commandant Tailliez, qui était, lui aussi, responsable d’une partie d’un « canal » grouillant de vie, le Rhin, artère économique essentielle dont le trafic est équivalent à celui du canal de Suez : cent millions de tonnes.
Le 1er août 1956, il rejoint une nouvelle affectation à Toulon, de nouveau dans le domaine de la plongée sous-marine.
Avec l'inventeur Heinz Sellner, rencontré en Allemagne, il se lance en même temps dans une autre aventure technologique innovante : la construction d'un bathyscaphe révolutionnaire, l'Aquarius (utilisant l'air en phases liquide/gazeuse à la place de l'essence comme fluide hydrostatique). Toutefois, faute de financements appropriés, la réalisation technique du prototype restait imparfaite et les premiers essais échouèrent : il fallut abandonner le projet quelques années plus tard.
De 1960 à 1963, Philippe Tailliez préside la Commission technique nationale de la FFESSM et il est l'un des membres fondateurs de la CMAS (Confédération mondiale des activités subaquatiques).
Il s'investit parallèlement dans l'archéologie sous-marine et conduit de nombreux chantiers avec le concours de la Direction des recherches archéologiques sous-marines et de la Marine. Il préside, dès sa création (1982), le GRAN (Groupe de recherche en archéologie navale), en compagnie du capitaine de vaisseau Max Guérout et de l'Amiral Turcat.
Dans ses notes à son ami Jean-Christophe Jeauffre et à son biographe Patrick Mouton, Tailliez précise qu'après sa rencontre dans les années 1950 avec Jacques Grob, un naturiste suisse installé entre Carqueiranne et Le Pradet, vivant des produits de son jardin et de pêche sous-marine, il prit conscience des limites et de la fragilité du milieu marin, alors encore jugé infiniment fertile et capable de tout absorber ; il en informa Frédéric Dumas, qui imagina des solutions technologiques à ces questions, et Jacques-Yves Cousteau qui commença à douter de nos capacités à préserver les milieux marins et adopta (puis diffusa très largement à la télévision) des positions de plus en plus soucieuses de l'environnement. Après 1960, année de sa retraite de la Marine, Tailliez se consacra donc à la protection de l'environnement marin et fut membre fondateur du Comité scientifique du parc national de Port-Cros, créé en 1964, et de l’Institut océanographique Paul Ricard.
Capitaine de frégate à la publication de la 1re édition de son ouvrage Plongées sans câble (1954) Philippe Tailliez a terminé sa carrière militaire active au grade de capitaine de vaisseau. Pendant toutes ces années, Tailliez aide et conseille avec une générosité constante de nombreux passionnés de l'exploration, du cinéma et de la mer, dont certains sont devenus célèbres.

## Ouvrages
- La plongée en scaphandre, coauteurs Ph. Tailliez, F.Dumas, J.Y. Cousteau, J. Alinat, F. Devilla, Éd. Elzévir, 1949. Premier manuel consacré à la plongée en scaphandre.
- La plongée, coauteurs Ph. Tailliez, F. Dumas, J.Y. Cousteau, J. Alinat, F. Devilla, Éd. Arthaud, 1955, réédité en 1960 et 1967.
- Plongées sans câble, Philippe Tailliez, Éd. Arthaud, 1954, Prix Nautilus.
- Nouvelles plongées sans câble, Éd. Arthaud, 1960.
- Aquarius, Philippe Tailliez, Éd. France Empire, 1961. Prix de l'Académie de Marine.
- Nouvelles plongées sans câble (1943 à 1966), Éd. Arthaud, 1967.
- Plongées sans câble, Éd. Edisud, 1998.
- Les Forces Maritimes du Rhin, Éd. Carré Blanc, 2007.

## Citations
- « L'enthousiasme est la seule vertu. »
- « Spirales… dédiées à vous : Black, and white, and yellow man and chocolate also... Quelles que soient la couleur de votre peau et la forme de votre crâne, Que vos dieux soient taillés dans l'ivoire, la pierre ou le bois, Que les bras de ces dieux lancent la foudre, ou soient mille et mouvants comme des tentacules, ou rien que deux, pareils aux nôtres, grands ouvert et cloués en croix. (...) Mers où j'ai plongé tant de fois, autrefois silencieuses et désormais peuplées de voix fraternelles, je n'irai pas vers vous ce soir. Poisson mon frère, je ne basculerai pas sur l'avant d'un quart de tour, je ne frapperai pas l'eau de mes pales à ta manière. » (in Aquarius, chapitre V « Spirales... », Éd. France Empire, 1961, p. 351–353)

## Distinctions et hommages
Philippe Tailliez a reçu diverses distinctions et hommages, en France et à l’étranger, pour ses multiples contributions, :
- Commandeur de la Légion d'honneur
- Croix de guerre 1939–1945
- Officier de l'ordre du Mérite maritime
- En 1997, le NOGI Award, mention "Services rendus à l’Humanité" lui est décerné par "The Academy of Underwater Arts & Science" des États-Unis.
- Un gymnase de la Marine, dans l’enceinte de l'Arsenal de Toulon[7], ainsi qu’un quai à La Seyne-sur-Mer, portent son nom[8]. La cellule « Plongée humaine et intervention sous la mer » du CEPHISMER et la ville de Toulon (où s’est déroulé l’essentiel de sa carrière et où il résidait) lui ont consacré une exposition l’été 2005[9] ; sa ville natale de Dunkerque l’a aussi commémoré et lui a dédié une plaque en 2014[10] ; enfin d’autres plaques commémoratives des « Mousquemers » ont été apposées à Bandol (sur le lieu de la première plongée au détendeur Cousteau-Gagnan : la crique Barry)[11], à Six-Fours (sur l’îlot du Petit-Gaou) et à Hyères (au débarcadère du Parc national de Port-Cros)[4], une sculpture lui rend également hommage à l'extrémité du port des Oursinières au Pradet.